# Гуц, Александр Константинович
Гуц, Александр Константинович (родился 30 августа 1947 года) — доктор физико-математических наук, профессор. Заведующий кафедрой кибернетики Омского государственного университета им. Ф. М. Достоевского (2002-2022). Декан факультета компьютерных наук, который он создал (2001-2022) . Заслуженный работник высшей школы Российской Федерации (2017).

## Биография
Родился 30 августа 1947 г. в Берлине в семье военнослужащего.
С 1955 по 1957 гг. учился в Заслоновской средней школе Лепельского района Витебской области (Беларусь).
С 1957 по 1958 гг. учился в школе № 2 поселка Ясная в Оловяннинском районе Забайкальского края.
С 1958 по 1959 гг. учился в школе № 3 в городе Полоцк Витебской области (Беларусь).
С 1959 по 1961 гг. учился в школе № 1 в городе Полоцк Витебской области (Беларусь).
С 1961 по 1963 гг. учился в школе № 113 в городе Челябинск.
С 1963 по 1965 гг. учился в челябинской Физико-математической школе № 30.
Окончил в 1970 г. механико-математической факультет Новосибирского государственного университета  по специальности «Математика». Научный руководитель академик АН СССР А.Д.Александров.
В 1973 г. окончил аспирантуру НГУ и защитил диссертацию по геометрии и топологии под руководством академика АН СССР А.Д.Александрова. Была присвоена  учёная степень кандидата физико-математических наук. А в 1987 г. ему была присвоена ученая степень доктора физико-математических наук по геометрии и топологии.
С 1974 по 2024 год работал в Омском государственном университете.
Член КПСС с 1984 года. Активно участвовал в политических событиях в СССР в 1980-е годы. Был доверенным лицом А.И.Казанника (уступил место в Верховном Совете Борису Ельцину, Генеральный прокурор РФ в 1993-94 годах) и С.Н.Бабурина (заместитель председателя Государственной Думы Федерального Собрания Российской Федерации II и IV созывов) на выборах народных депутатов на Съезд депутатов СССР и РСФСР.
В 1992-93 годах работал в Администрации Омской области председателем информационно-аналитического комитета.
Воинское звание: капитан.

## Научные исследования
Представитель Ленинградской геометрической школы. Ученик академика А.Д.Александрова.
Решил две проблемы А.Д.Александрова. Первая относится к хроногеометрии (аксиоматической теории относительности), которая в математическом плане пытается вычислить группы отображений (изометрий, движений и пр.) в различных пространствах, предполагая, что эти отображения сохраняют некоторые семейства подмножеств. В случае положительного решения данной задачи можно строить аксиоматики соответствующих геометрий. Была изучена хроногеометрия пространства Лобачевского. Построил аксиоматическую теорию относительности, основанную на несвязных порядках. Одним из первых описал хроногеометрию пространств с некоммутативной группой преобразований (1974, 1976) и представил аксиоматическую теорию стационарной вселенной де Ситтера. Результаты опубликованы в монографии "Хроногеометрия".
Построил формальную теорию пространства-времени, основанную на интуиционистской синтетической геометрии Кока-Ловера, модели которой являются топосами. Изучил геометрию и физику соответствующих аналогов пространства-времени Шварцшильда, вселенной Гёделя и пр.
Вторая проблема касается описания физических условий, в которых реализуются временные петли, известные как машина времени Курта Гёделя. Полностью описал условия, в которых существует природная машина времени в пространстве-времени с евклидовой топологией. Показал, какие энергии требуются для изменения размерности пространства-времени, для порождения 4-мерных и 3-мерных ручек (кротовых нор). Построил теорию порождения временных петель за счет свертывания пространства-времени в пружинный слой в Гиперпространстве. Предложил теорию квантового механизма межвременных переходов (негёделевская машина времени). Результаты опубликованы в монографиях: "Элементы теории времени" и "Физика реальности".
Показал, что симметрия вращения в физическом пространстве возникает при любых исходных данных в прошлом.
Результаты исследований публиковались в ведущих математических журналах СССР и России: "Математический сборник", "Доклады АН СССР", "Успехи математических наук", "Математические заметки", "Сибирский математический журнал", "Известия вузов. Математика", "Доклады Российской Академии наук", а также в физических журналах: "Известия вузов. Физика", "Gravitation and Cosmology".
Став заведующим кафедрой математического моделирования (1989), а затем и кибернетики (2002), начал  заниматься вопросами, относящимися к практическим задачам различного характера. Построил математическую теорию этногенеза; исследовал задачи прогнозирования этносоциальных отношений  между людьми. Вместе с профессором стоматологии В.М.Семенюком первыми в 1990-е годы применили компьютерные модели к решению практических задач ортопедической стоматологии. По их методичке обучали стоматологов в Омской медицинской академии.
В 2010-х использовал вместе с Л.А.Володченковой теорию катастроф и теорию игр для описания подтопления лесов, пожаров, заболеваний и управления лесным хозяйством.
В 1998 году создал научный журнал "Математические структуры и моделирование", входивший в Международные базы данных MathSciNet, zbMATH и др. и в список ВАК. Главный редактор.
Членство в редколлегиях других журналов:
- Пространство, время и фундаментальные взаимодействия (Москва, перечень ВАК).
- International Scientific Journal "Industry 4.0" (Болгария).
- International Scientific Journal "Mathematical Modeling" (Болгария).

Входил в диссертационные советы по "Теоретической физике" и "Физике конденсированного состояния", "Инженерной геометрии и компьютерной графике" и "Системам автоматизации проектирования (промышленность)",   "Математическому моделированию, численным методам и комплексам программ".
Член диссертационного совета в Казахстане (Петропавловск) по "Радиотехнике, электронике и телекоммуникациям" и "Информатике, вычислительной технике и управлению".
Организовал ежегодную Международную научную конференцию "Математическое и компьютерное моделирование", которая неоднократно поддерживалась грантами РФФИ.
Подготовил 18 кандидатов наук и 1 доктора наук (геометрия и топология, теоретическая физика, моделирование, стоматология и пр.).

## Учебная деятельность
Открыл в Омском государственном университете специальности: "Компьютерная безопасность", "Вычислительные машины, комплексы, системы и сети", направление "Математика и компьютерные науки", "Информатика и вычислительная техника", "Прикладная информатика", "Информационная безопасность".
Открыл аспирантуры по специальностям: Математическое моделирование, численные методы и комплексы программ", "Геометрия и топология", "Математическое и программное обеспечение вычислительных машин, комплексов и компьютерных сетей" и другие.
Организовал подготовку социологов на факультете компьютерных наук. Читал у них лекции и вел занятия по курсам "Математические методы в социологии", "Математическая логика и дискретная математика", "Моделирование социальных систем", по которым написал учебные пособия.